# Robert Poujade
Robert Poujade (* 6. Mai 1928 in Moulins, Département Allier; † 8. April 2020 in Paris) war ein französischer Politiker, der Mitglied der Nationalversammlung sowie zwischen 1971 und 2001 Bürgermeister von Dijon war. Er war zwischen 1971 und 1974 erster Umweltminister von Frankreich.

## Leben
Robert Poujade war als Lehrer tätig sowie später Generalinspektor für nationale Bildung (Inspecteur général de l’éducation nationale). Er war zwischen dem 1. September 1964 und dem 2. April 1967 Mitglied des Wirtschafts-, Sozial- und Umweltrates (Conseil économique, social et environnemental). Am 3. April 1967 wurde er als Kandidat der Union des Démocrates pour la Ve République (UDR) im Département Côte-d’Or erstmals Mitglied der Nationalversammlung (Assemblée nationale) und gehörte dieser bis zum 30. Mai 1968 an. Er war des Weiteren als Nachfolger von Jacques Baumel von Mai 1967 bis Januar 1968 zusammen mit Jean Taittinger, André Fanton, Jean Charbonnel und René Tomasini Mitglied des kollektiven Generalsekretariats der Union pour la Nouvelle République-Union Démocratique du Travail (UNR-UDT) sowie im Anschluss vom 19. Januar 1968 bis zum 4. Juni 1968 Generalsekretär der UNR. Am 4. Juni 1968 wurde er Generalsekretär der daraus hervorgegangenen Union pour la défense de la République (UDR) und bekleidete diese Funktion bis zum 14. Januar 1971, woraufhin René Tomasini sein Nachfolger als Generalsekretär der daraus entstandenen Union des démocrates pour la République (UDR) wurde.
Am 11. Juli 1968 wurde Poujade für die Union des démocrates pour la République im Département Côte-d’Or erneut Mitglied der Nationalversammlung, der er bis zu seinem Mandatsverzicht am 7. Februar 1971 angehörte. Einen Monat zuvor wurde er am 7. Januar 1971 als Beigeordneter Minister beim Premierminister für Natur- und Umweltschutz (Ministre délégué auprès du premier ministre, chargé de la protection de la nature et de l’environnement) in das Kabinett Chaban-Delmas berufen und war damit bis zum 5. Juli 1972 erster Umweltminister von Frankreich. Zugleich wurde er am 25. März 1971 als Nachfolger von Jean Veillet auch Bürgermeister von Dijon und übte diese Funktion dreißig Jahre bis zu seiner Ablösung durch François Rebsamen am 25. März 2001 aus. Im Kabinett Messmer I bekleidete er weiterhin vom 7. Juli 1972 bis zum 29. März 1973 den Posten als Beigeordneter Minister beim Premierminister für Natur- und Umweltschutz. Im darauf folgenden Kabinett Messmer II fungierte er schließlich zwischen dem 6. April 1973 und dem 28. Februar 1974 als Minister für den Schutz von Natur und Umwelt (Ministre de la protection de la nature et de l’environnement).
Nach seinem Ausscheiden aus der Regierung wurde Robert Poujade am 2. April 1973 für die Union des démocrates pour la République im Département Côte-d’Or abermals Mitglied der Nationalversammlung und gehörte dieser nach seiner Wiederwahl am 3. April 1978 als Kandidat der Rassemblement pour la République (RPR) bis zum 22. Mai 1981 an. 1982 löste er Pierre Palau als Präsident des Generalrates des Département Côte-d’Or ab und hatte dieses Amt bis zu seiner Ablösung durch Henry Berger 1988 inne. Er wurde am 2. April 1986 für die RPR im Département Côte-d’Or wiederum Mitglied der Nationalversammlung, der er nunmehr bis zum 18. Juni 2002 angehörte. Des Weiteren übernahm er am 24. Dezember 1999 den neu geschaffenen Posten als Präsident der Dijon Métropole und hatte auch diesen bis zu seiner Ablösung durch François Rebsamen am 25. März 2001 inne.